# Габчак Любов Ільківна
Любов Ільківна Габчак (нар. 18 листопада 1935, село Уличне, Польща, тепер Дрогобицького району Львівської області) — українська радянська діячка, ланкова колгоспу імені Шевченка Дрогобицького району Львівської області. Депутат Верховної Ради УРСР 9-го скликання.

## Біографія
Освіта середня.
З 1952 року — колгоспниця, ланкова колгоспу імені Шевченка села Уличне Дрогобицького району Львівської області.
Потім — на пенсії у селі Уличне Дрогобицького району Львівської області.

## Нагороди
- орден Жовтневої Революції
- ордени
- медалі